# VH1: Storytellers
VH1: Storytellers – album koncertowy Meat Loafa wydany w 1999.

## Lista utworów
1. All Revved Up With No Place To Go (Jim Steinman)
2. Life Is A Lemon (And I Want My Money Back) (Jim Steinman)
3. Historia
4. You Took The Words Right Out Of My Mouth (Hot Summer Night) (Jim Steinman)
5. Historia
6. I’d Do Anything for Love (But I Won’t Do That) (Jim Steinman)
7. Lawyers, Guns And Money (Warren Zevon)
8. Historia
9. More Than You Deserve (Jim Steinman)
10. Historia
11. Heaven Can Wait (Jim Steinman)
12. Historia
13. Paradise By The Dashboard Light (Jim Steinman)
14. Historia
15. Two Out Of Three Ain't Bad (Jim Steiman)
16. Historia
17. Bat Out Of Hell (Jim Steinman)
18. Is Nothing Sacred (Jim Steinman, Don Black) - bonusowy utwór będący duetem z Patti Russo

## Osoby
- Meat Loaf : Główny wokal
- Damon La Scot : Gitara elektryczna
- Ray Anderson : Gitara rytmiczna, Keyboard, Chórek
- Kasim Sulton : Gitara basowa, Gitara akustyczna, Chórek
- Tom Brislin : Fortepian, Chórek
- John Miceli : Perkusja
- Patti Russo : Główne partie kobiece, Chórek
- Pearl Aday : Chórek